# Karl Konan
Karl Konan (Abiyán, 3 de junio de 1995) es un jugador de balonmano franco-marfileño que juega de especialista defensivo en el Montpellier Handball. Es internacional con la selección de balonmano de Francia.
Su primer gran campeonato con la selección fue el Campeonato Europeo de Balonmano Masculino de 2022.

## Palmarés

### Selección nacional
| Campeonato Mundial | Campeonato Mundial           | Campeonato Mundial | Campeonato Mundial |
| Año                | Lugar                        | Medalla            |                    |
| ------------------ | ---------------------------- | ------------------ | ------------------ |
| 2025               | Croacia, Dinamarca y Noruega | Medalla de bronce  |                    |
| Campeonato Europeo |                              |                    |                    |
| Año                | Lugar                        | Medalla            |                    |
| 2024               | Alemania                     | Medalla de oro     |                    |

## Clubes
| Club                 | País    | Año         |
| -------------------- | ------- | ----------- |
| Pays d'Aix UCH       | Francia | 2015 - 2022 |
| Montpellier Handball | Francia | 2022 - Act. |